# St. Martin (Kleinhaslach)

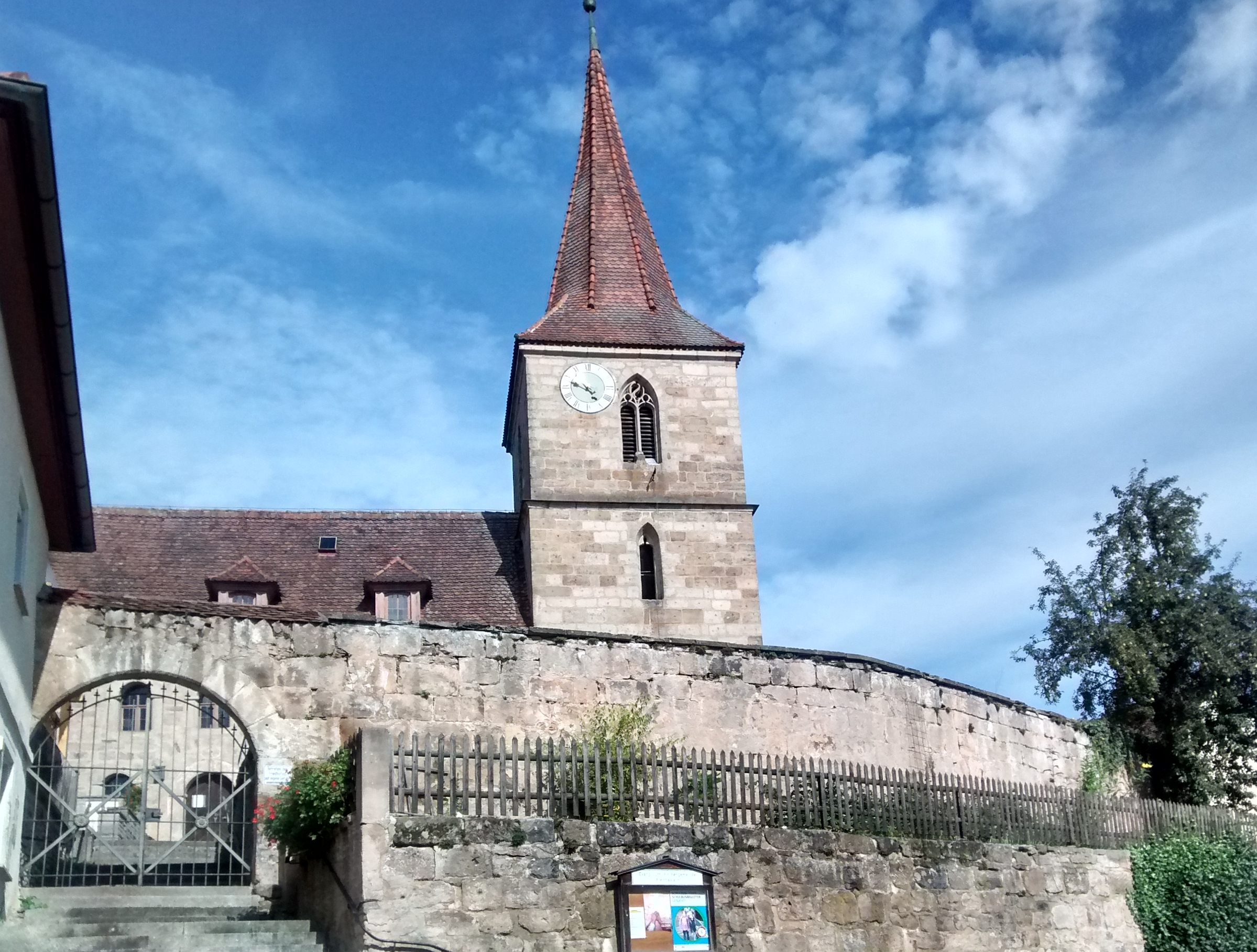
St. Martin, Südseite

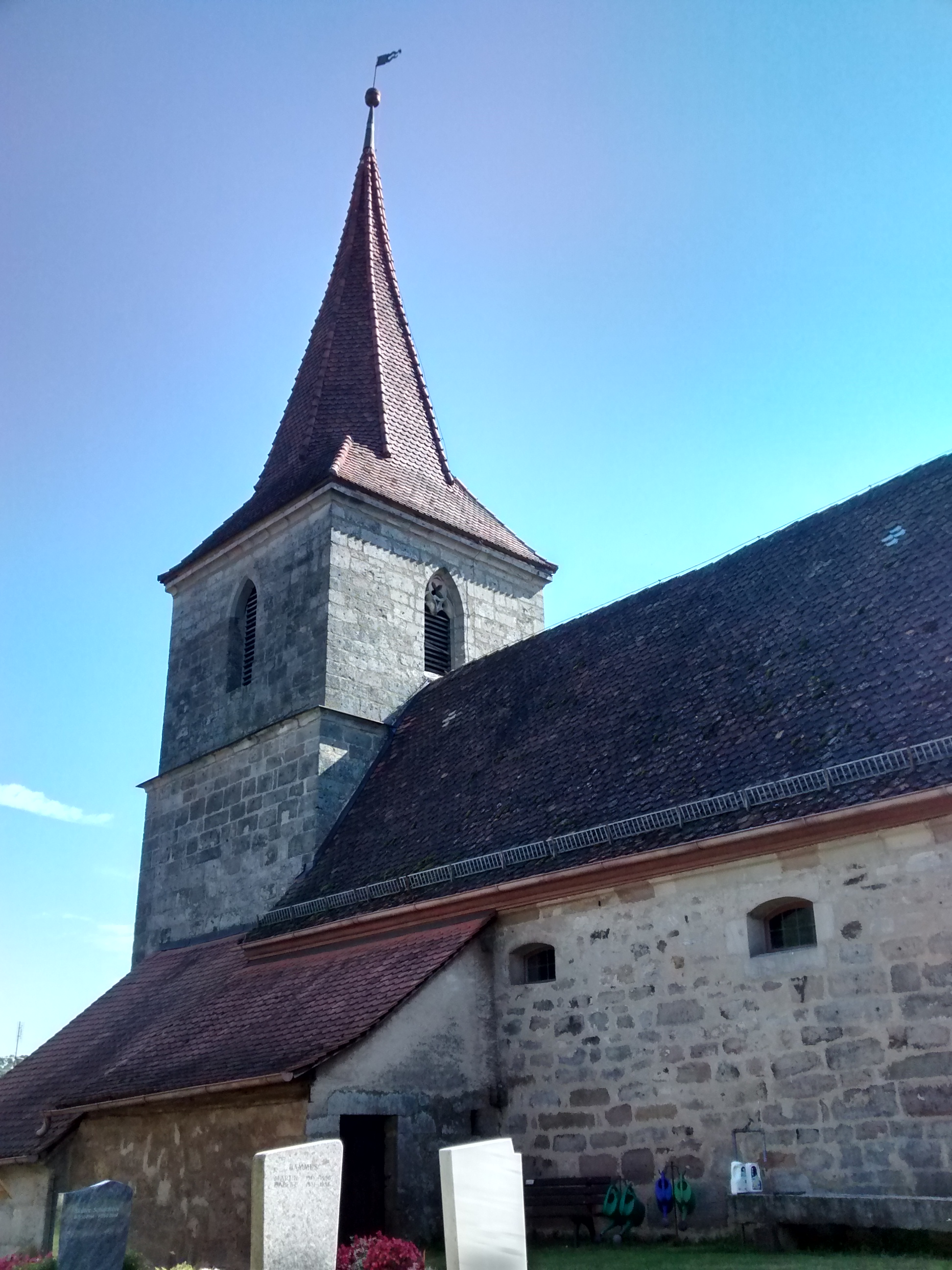
St. Martin, Nordseite

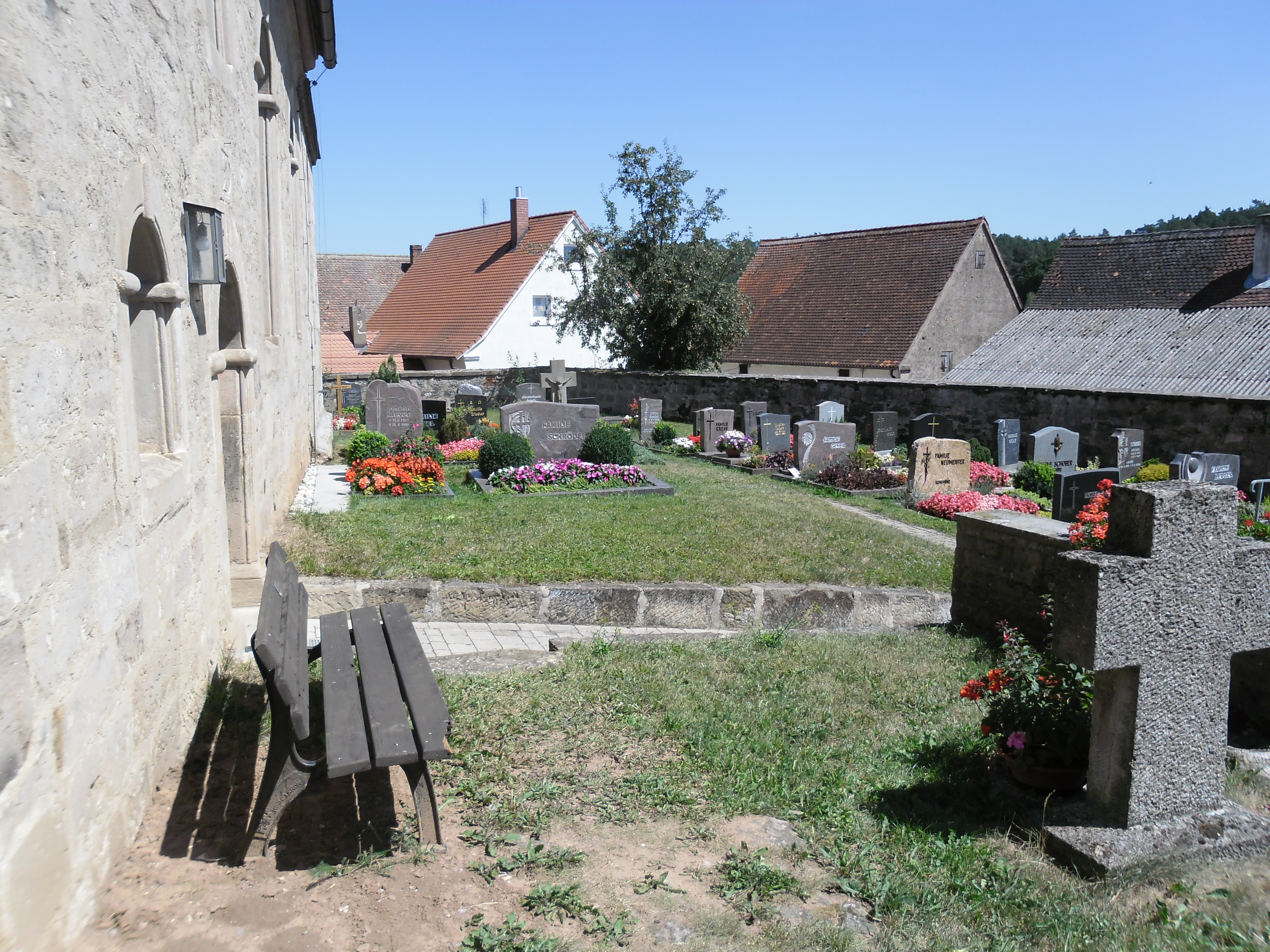
Friedhof

St. Martin ist eine nach dem heiligen Martin von Tours benannte evangelisch-lutherische Kirche in Kleinhaslach (Dekanat Ansbach).

## Kirchengemeinde
Von dem zu dieser Zeit beliebten Martinspatrozinium wird abgeleitet, dass St. Martin die Seelsorgerkirche eines karolingischen Krongutes im 10. Jahrhundert gewesen sei. Dagegen spricht aber, dass 1) der Ort Kleinhaslach aufgrund seiner ungünstigen Lage und schlechten Bodenbeschaffenheit eine Spätsiedlung des 12./13. Jahrhunderts ist, dass 2) von St. Martin keine Filialen bekannt sind, sondern umgekehrt nach den erhaltenen Dokumenten es stets selber Filiale gewesen ist, und dass sich 3) bei der Pfründe so gut wie keine Grundstücke befinden, sondern lediglich ein mäßiger Zehnt aus dem Dorf und ein etwas größerer vom Filial Warzfelden. 4) wird in der Würzburger Diözesanmatrikel von ca. 1461/65 eine Pfarrei Kleinhaslach nicht aufgelistet. 5) Die Vergabe von Martinspatrozinien war nicht nur zur Zeit der Karolinger, sondern auch im Spätmittelalter sehr beliebt.
St. Martin soll vom Kloster Heilsbronn aus gegründet worden und ursprünglich eine Filiale von St. Maria (Großhaslach) und erst seit der Reformationszeit von St. Andreas (Dietenhofen) gewesen sein. Seit 1526 ist bezeugt, dass in Kleinhaslach evangelisch-lutherischer Gottesdienste abgehalten wurden. St. Martin hatte, obgleich es eine Filiale von St. Andreas war, eine gewisse Selbstständigkeit. So gab es für den Ort bis Mitte des 16. Jahrhunderts eine eigene Frümessnerstelle, im 16-Punkte-Bericht von 1608 des Klosteramts Heilsbronn wird Kleinhaslach noch als Pfarrort bezeichnet allerdings mit dem Vermerk, dass es keinen eigenen Pfarrer mehr hatte.
Um 1820 bildete es mit St. Mauritius (Warzfelden) und St. Maria Magdalena (Seubersdorf) einen Pfarrsprengel. Am 19. Dezember 1842 wurde St. Martin zur Pfarrei erhoben. Zur Kirchengemeinde St. Martin gehört Kehlmünz. St. Mauritius versorgt Adelmannsdorf, Beutellohe, Kleinhabersdorf und Warzfelden. Seit 1981 gehört die Kirchengemeinde St. Martin (Bruckberg) mit ihren Außenorten Reckersdorf und Neubruck zur Pfarrei Kleinhaslach. Seubersdorf wurde zu einem späteren Zeitpunkt wieder eine Filiale von St. Andreas in Dietenhofen.

## Kirchengebäude
Die Chorturmkirche St. Martin befindet sich im Nordwesten in erhöhter Lage umgeben von einem ummauerten Friedhof. Der im Osten gelegene spätgotische Chorturm stammt aus dem 15. Jahrhundert. Er hat zwei Obergeschosse und wird von einem achtseitigen Spitzhelm abgeschlossen. Im Norden schließt die Sakristei an, im Westen liegt der spitzdachige Saalbau mit zwei Spitzgauben, Rundbogenfenstern und -portal im Süden. Das Portal ist mit der Jahreszahl 1714 bezeichnet. Die Innenausstattung stammt aus dem 18. Jahrhundert und ist im Barockstil gehalten. Sie ist einschiffig, hat eine Nordwestempore und eine Orgelempore im Westen. In der Südostecke des Schiffes befindet sich die Kanzel mit polygonalem Korb und Schalldeckel. Ein Hochaltar, der mit 1766 bezeichnet ist, befindet sich im Chor. An den Chorwänden finden sich spätgotische Wandmalereien. 1770 und 1912 wurde die Kirche renoviert.